# فيتو ميليس
فيتو ميليس (بالإيطالية: Vito Melis)‏ (مواليد 10 مايو 1909) هو ملاكم إيطالي، مثّل بلاده في الألعاب الأولمبية الصيفية 1932.

## روابط خارجية
فيتو ميليس على موقع أوليمبيديا (الإنجليزية)